# Менса Ларсен, Мадс
Мадс Менса Ларсен (дат. Mads Mensah Larsen; род. 12 августа 1991, Хольбек) — датский гандболист, выступает за германский клуб «Фленсбург-Хандевитт» и сборную Дании. Олимпийский чемпион 2016 года и четырёхкратный чемпион мира 2019, 2021, 2023 и 2025 годов.

## Карьера

#### Клубная
Мадс Менса Ларсен воспитанник клуба АГ Гандбол. До 2010 года Мадс выступал в клубе АГ Гандбол. В 2010 году Мадс Менса Ларсен перешёл в ГК Копенгаген. В 2010 году Мадс был отдан клубом Копенгаген в аренду клубу Норшелланн, где провёл сезон. В 2012 году Мадс Ларсен перешёл в Ольборг, в составе которого стал чемпионом Дании. В 2014 году Мадс Менса Ларсен перешёл в немецкий клуб Райн-Неккар Лёвен.

#### В сборной
Мадс Менса Ларсен выступает за сборную Дании с 2011 года. Мадс Менса Ларсен дебютировал в сборной Дании, 17 июня 2011 года в матче против Бразилии. За сборную Дании Мадс Менса Ларсен сыграл 78 матчей и забросил 170 голов. Победитель летних олимпийских игр 2016.

## Награды
- Победитель летних Олимпийских игр: 2016
- Победитель чемпионата Дании: 2012, 2013
- Победитель чемпионата Германии: 2016
- Бронзовый призёр лиги чемпионов ЕГФ: 2012

## Статистика
Статистика Мадс Менса Ларсена в сезоне 2018/19 указана на 11.6.2019.
| Сезон          | Клуб              | Лига       | Матчи | Голы | 7-метр | Голы |
| -------------- | ----------------- | ---------- | ----- | ---- | ------ | ---- |
| 2014/15        | Райн-Неккар Лёвен | Бундеслига | 34    | 74   | 0      | 74   |
| 2015/16        | Райн-Неккар Лёвен | Бундеслига | 32    | 99   | 1      | 98   |
| 2016/17        | Райн-Неккар Лёвен | Бундеслига | 33    | 54   | 0      | 54   |
| 2017/18        | Райн-Неккар Лёвен | Бундеслига | 34    | 106  | 0      | 106  |
| 2018/19        | Райн-Неккар Лёвен | Бундеслига | 34    | 80   | 0      | 80   |
| 2014 — по н.в. | Итого             | Бундеслига | 167   | 413  | 1      | 412  |